# Giuseppe Asperti
Giuseppe Asperti (Milano, 1807 – ...) è stato un politico italiano.